# Furnerius (månekrater)
Furnerius er et nedslagskrater på Månen. Det befinder sig på den sydøstlige del af Månens forside, tæt på den sydvestlige rand. På grund af dets placering får perspektivisk forkortning krateret til at synes aflangt, når det ses fra Jorden, men det er i virkeligheden næsten cirkulært. Det er opkaldt efter den franske matematiker Georges Furner (? – ? Højdepunkt 1643).
Navnet blev officielt tildelt af den Internationale Astronomiske Union (IAU) i 1970. 

## Omgivelser
Furneriuskrateret ligger i nærheden af betydende kratere som Stevinus mod nordvest og Fraunhofer mod syd-sydvest. Længere mod nordvest ligger Snelliuskrateret og kraterdalen Vallis Snellius. 

## Karakteristika
Kraterets rand er nedslidt og medtaget, ramt af mange nedslag over hele sin omkreds og med indhak langs sin basis. Meget af kratervæggen rejser sig nu kun lidt over det omgivende terræn, og de laveste dele er de nordlige og sydlige. Dog rejser den nordlige væg sig til en maksimal højde på 3,5 km.
Kraterbunden indeholder fjorten betydende kratere, hvoraf det mest fremtrædende, "Furnerius B" i den nordlige halvdel, har en central top. Mørke områder på bunden angiver steder, som er blevet oversvømmet og har fået ny overflade af lava. I bundens nordøstlige del ligger rillen Rima Furnelius. Denne kløft er omkring 50 km lang og løber i retning mod nordvest, hvor den når til kraterets nordlige rand.
I Johann H. Schröters månestudium fra 1791 tegnede han dette krater med en lav skjoldvulkan i den sydlige halvdel. Denne formation har dog vist sig vanskelig at finde på senere fotografier og ved andre observationer.
Den japanske månesonde Hiten foretog i 1993 en hård landing i nærheden af dette krater.

## Satellitkratere
De kratere, som kaldes satellitter, er små kratere beliggende i eller nær hovedkrateret. Deres dannelse er sædvanligvis sket uafhængigt af dette, men de får samme navn som hovedkrateret med tilføjelse af et stort bogstav. På kort over Månen er det en konvention at identificere dem ved at placere dette bogstav på den side af satellitkraterets midte, som ligger nærmest hovedkrateret. Furneriuskrateret har følgende satellitkratere:
| Furnerius | Længde  | Bredde  | Diameter |
| --------- | ------- | ------- | -------- |
| A         | 33,5° S | 59,0° E | 12 km    |
| B         | 35,5° S | 59,9° E | 22 km    |
| C         | 33,7° S | 57,8° E | 22 km    |
| D         | 37,0° S | 55,9° E | 16 km    |
| E         | 34,8° S | 57,1° E | 22 km    |
| F         | 36,2° S | 64,0° E | 43 km    |
| G         | 38,2° S | 65,4° E | 34 km    |
| H         | 37,6° S | 69,5° E | 44 km    |
| J         | 34,8° S | 64,2° E | 24 km    |
| K         | 38,1° S | 68,1° E | 36 km    |
| L         | 38,6° S | 69,9° E | 13 km    |
| N         | 33,6° S | 61,1° E | 9 km     |
| P         | 38,0° S | 61,8° E | 18 km    |
| Q         | 39,5° S | 67,3° E | 30 km    |
| R         | 39,9° S | 69,1° E | 17 km    |
| S         | 39,1° S | 68,0° E | 15 km    |
| T         | 37,8° S | 63,1° E | 10 km    |
| U         | 35,7° S | 68,2° E | 20 km    |
| V         | 35,7° S | 65,6° E | 58 km    |
| W         | 37,1° S | 71,1° E | 32 km    |
| X         | 33,9° S | 63,6° E | 8 km     |
| Y         | 34,3° S | 65,2° E | 12 km    |
| Z         | 33,5° S | 63,0° E | 8 km     |

## Måneatlas
- Billeder af Furneriuskrateret i LPI-måneatlasset